# Karen Horn
Karen Ilse Horn (* 13. Dezember 1966 in Genf) ist eine deutsche Wirtschaftsjournalistin, Publizistin und Universitätsdozentin.

## Leben

### Beruflicher Werdegang
Horn studierte Volkswirtschaftslehre an der Universität des Saarlandes und an der Universität Bordeaux III. Sie wurde an der Universität Lausanne promoviert.
Von 1995 bis 2007 war sie Mitglied der Wirtschaftsredaktion der Frankfurter Allgemeinen Zeitung. Dort schrieb sie über ordnungspolitische Fragen und über die Ökonomie als Wissenschaft. Sie war verantwortliche Redakteurin für die Seite Die Ordnung der Wirtschaft und zuständig für die Rezensionen von Wirtschaftsbüchern. Von Oktober 2007 bis Ende März 2012 war sie die Leiterin des Hauptstadtbüros des Instituts der deutschen Wirtschaft in Berlin. Von April 2012 bis 2013 war sie zusammen mit dem Vorstandsvorsitzenden der Sachsenmilch AG Thomas Bachofer Geschäftsführerin der von Theo Müller gegründeten Wert der Freiheit gGmbH.
Horn lehrt als Lehrbeauftragte an der HU Berlin, der Universität Witten/Herdecke, der Universität Siegen sowie an der Staatswissenschaftlichen Fakultät der Universität Erfurt. An der Erfurter Universität wurde sie 2019 zur Honorarprofessorin ernannt.
Sie schreibt regelmäßig für die Debattenmagazine Standpoint und Schweizer Monat sowie gelegentlich für die Frankfurter Allgemeine Zeitung und die Neue Zürcher Zeitung.

### Engagement in Institutionen und Vereinen
Karen Horn engagiert sich in zahlreichen Institutionen. Derzeit bekleidet sie unter anderem folgende Ämter:
- Co-Vorstandsvorsitzende des Trägervereins des interdisziplinären akademischen Netzwerks NOUS
- Stellvertretende Vorstandsvorsitzende der Aktionsgemeinschaft Soziale Marktwirtschaft
- Vorstandsmitglied der Herbert Giersch Stiftung[5]
- Vorstandsmitglied des Council on Public Policy, Bayreuth
- Fellow des Instituts der deutschen Wirtschaft, Köln
- Policy Fellow des Instituts zur Zukunft der Arbeit
- Stellvertretende Kuratoriumsvorsitzende des Walter Eucken Instituts[6]
- Vorsitzende der Jury des Freiheitspreises der Friedrich-Naumann-Stiftung für die Freiheit
- Vertrauensdozentin der Friedrich-Naumann-Stiftung für die Freiheit

Seit dem Sommer 2011 war sie Vorsitzende des Vorstands der Friedrich A. von Hayek-Gesellschaft und leitete den Juniorenkreis Publizistik. 2015 überwarf sie sich mit Gerd Habermann, einem der Gründer der Gesellschaft. Am 14. Juli 2015 gab sie gemeinsam mit etwa fünfzig weiteren Mitgliedern ihren Austritt bekannt. Ihren Austritt begründete sie im Monatsmagazin Cicero mit einem Rechtsruck in der Hayek-Gesellschaft.
Sie ist außerdem unter anderem Mitglied des Vereins für Socialpolitik, der Mont Pèlerin Society, der Freiheitsgesellschaft, der Jenaer Allianz zur Erneuerung der Sozialen Marktwirtschaft und war Mitglied des Kuratoriums von Open Europe Berlin.

## Publizistik

### Themen
Horn beschäftigt sich wissenschaftlich und publizistisch nach eigenen Angaben mit dem Thema der Freiheit, mit der ökonomischen Ideengeschichte und insbesondere mit der Ordnungstheorie. Sie vertritt einen interdisziplinären sozialwissenschaftlichen Ansatz, der Einsichten der Philosophie, der Ethik, der Geschichte und der Soziologie mit der Wirtschaftswissenschaft verbindet.
Besonders schätzt sie die Arbeiten von Adam Smith, Friedrich August von Hayek und James M. Buchanan.
In ihrem Buch Die soziale Marktwirtschaft. Alles, was Sie über den Neoliberalismus wissen sollten (2010) unterscheidet Karen Horn die Soziale Marktwirtschaft in die tatsächlich verwirklichte und heute gelebte Wirtschaftsordnung einerseits und ein ursprüngliches theoretisches Konzept andererseits. Das theoretische Konzept gehe auf die Tradition des Ordoliberalismus zurück, der deutschen Ausprägung des frühen Neoliberalismus. In der Freiheit sieht sie den zentralen Gedanken im ursprünglichen theoretischen Konzept der Sozialen Marktwirtschaft, zu dem offene Märkte, Privateigentum und Vertragsfreiheit gehörten. Politik und Gesellschaft hätten sich jedoch von dieser ursprünglichen Idee entfernt, was sie bedauert.
Über die Mentalität der Deutschen schrieb Horn 2012 in der Zeitschrift Merkur:

„Der deutsche Wertemonitor, eine auf repräsentativen Umfragen beruhende Studie der Friedrich-Naumann-Stiftung für die Freiheit, belegt demgegenüber [gemeint ist: gegenüber der amerikanischen Mentalität] die Angst der Deutschen vor der Freiheit und ihr Streben nach Sicherheit. Eigenverantwortung, Leistungsbereitschaft oder Wettbewerb verlieren an Popularität; kollektivistische Werte indes wie Sicherheit und Ordnung, Solidarität und soziale Gerechtigkeit stehen hoch im Kurs. Zur Marktwirtschaft als wichtigem Wert bekennen sich gerade einmal 30 Prozent. Die Deutschen lieben den Markt nicht und haben daher die soziale Marktwirtschaft erfunden, die auf Solidarität und Sicherheit abhebt. Diese sicherheitsfixierte Mentalität hat sich über Jahrhunderte herauskristallisiert; sie hinterlässt ihre Spuren in allen gemeinschaftlichen Entscheidungen.“

### Veröffentlichungen
- Moral und Wirtschaft. Zur Synthese von Ethik und Ökonomik in der modernen Wirtschaftsethik und zur Moral in der Wirtschaftstheorie und im Ordnungskonzept der sozialen Marktwirtschaft. Mohr Siebeck Verlag, Tübingen 1996, ISBN 3-8252-1913-5.
- Die liberale Demokratie. Ein Benjamin-Constant-Brevier. Verlag Ott, Thun 2004, ISBN 3-7225-6925-7.
- Roads to wisdom, conversations with ten Nobel laureates in economics. Edward Elgar Publishing, 2009, ISBN 1-84844-670-5.
- Hrsg. mit Katja Gentinetta: Abschied von der Gerechtigkeit. Für eine Neujustierung von Freiheit und Gleichheit im Zeichen der Krise. Frankfurter Allgemeine Buch, Frankfurt am Main 2009, ISBN 978-3-89981-216-9.
- Die soziale Marktwirtschaft. Alles, was sie über den Neoliberalismus wissen sollten. Frankfurter Allgemeine Buch, Frankfurt am Main 2010, ISBN 978-3-89981-220-6.
- Hrsg. mit Gerhard Schwarz: Der Wert der Werte. Über die moralischen Grundlagen der westlichen Zivilisation. Verlag Neue Zürcher Zeitung, Zürich 2012, ISBN 978-3-03823-745-7.
- Die Stimme der Ökonomen. Wirtschaftsnobelpreisträger im Gespräch. Verlag Carl Hanser, München, 2012, ISBN 978-3-446-43208-6.
- Hayek für jedermann. Die Kräfte der spontanen Ordnung. Frankfurter Allgemeine Buch, Frankfurt, 2013, ISBN 978-3-89981-302-9.
- Reflexion zum Text der Kantate Ihr, die ihr euch von Christo nennet von Johann Sebastian Bach[15]
- Doktor Karen Horns Ökonomische Hausapotheke. Theorien für den Hausbedarf. NZZ Libro, Zürich 2019, ISBN 978-3-03810-404-9.

### Auszeichnungen
- 1997 Ludwig-Erhard-Förderpreis für Wirtschaftspublizistik
- 2005 Publizistik-Preis der Friedrich-August-von-Hayek-Stiftung
- 2010 Ludwig-Erhard-Hauptpreis für Wirtschaftspublizistik